# Kortemark
Kortemark est une commune néerlandophone de Belgique située en Région flamande dans la Province de Flandre-Occidentale, ainsi qu’une localité où siège son administration.

## Géographie
La commune de Kortemark est formée des sections de Kortemark, Werken, Zarren et Handzame. La petite paroisse d'Edewalle se trouve sur le territoire de la section de Handzame. À l'est de Kortemark-centre se trouve le hameau de Kortemark-Elle.

### Carte

Sections de Kortemark et voisines. Les zones en jaune représentent les surfaces bâties.

### Sections de la commune
| # | Section   | Superf. (km²) | Habitants (2020) | Habitants par km² | Code INS |
| - | --------- | ------------- | ---------------- | ----------------- | -------- |
| 1 | Kortemark | 20,64         | 6.406            | 310               | 32011A   |
| 2 | Handzame  | 13,70         | 3.147            | 230               | 32011B   |
| 3 | Werken    | 9,79          | 989              | 101               | 32011C   |
| 4 | Zarren    | 11,31         | 2.143            | 189               | 32011D   |

### Localités
- Kortemark: Kortemark-Elle
- Handzame: Edewalle

### Communes limitrophes
- a. Torhout (ville de Torhout) et son hameau Sint-Henricus
- b. Gits (commune de Hooglede)
- c. Hooglede (commune de Hooglede) et son hameau Sint-Jozef
- d. Staden (commune de Staden)
- e. Houthulst (commune de Houthulst)
- f. Klerken (commune de Houthulst)
- g. Esen (ville de Dixmude)
- h. Vladslo (stad Dixmude)
- i. Bovekerke (commune de Koekelare)
- j. Koekelare (commune de Koekelare)
- k. Ichtegem (commune d'Ichtegem)

## Héraldique
|  | La commune possède des armoiries qui lui ont été octroyées 10 novembre 1819, confirmées 14 février 1842 et corrigées le 25 avril 1980. Elles sont basées sur le blason du XVIIe siècle de l'Artisanat de Kortemark. Le sceau et les armoiries montrent les armes de la vieille Flandre, avec un lion en tête. Le lion est le nouveau symbole de la Flandre. La combinaison des armoiries anciennes et nouvelles provient probablement des symboles de l’ancien territoire de Wijnendale auquel appartenait Kortenaken depuis 1281. Le 10 novembre 1819, la commune avait déjà reçu les mêmes armories mais le lion était dirigé vers la droite. Le 14 février 1842, les armoiries ont été corrigées, le lion étant tourné à gauche comme dans les armoiries actuelles. Cependant, dans les deux armoiries précédentes, le lion était complètement noir. En 1980, il a été corrigé en colorant la langue et les ongles en rouge. Blasonnement : Gironné de huit pièces d'or et d'azur, de gueules sur le tout. Au chef d'or à un lion passant de sable, armé et lampassé de gueules. Source du blasonnement : Heraldy of the World. |

## Démographie
Elle comptait, au 1er novembre 2023, 12 809 habitants (6 403 hommes et 6 406 femmes), soit une densité de 232,89 habitants/km² pour une superficie de 55,00 km².

### Évolution démographique: Avant la fusion des communes
- Source : Institut national de statistique

### Évolution démographique: Commune fusionnée
En tenant compte des anciennes communes entraînées dans la fusion de communes de 1977, on peut dresser l'évolution suivante:
- Source: DGS , de 1831 à 1981=recensements population; à partir de 1990 = nombre d'habitants chaque 1 janvier[5]

## Patrimoine

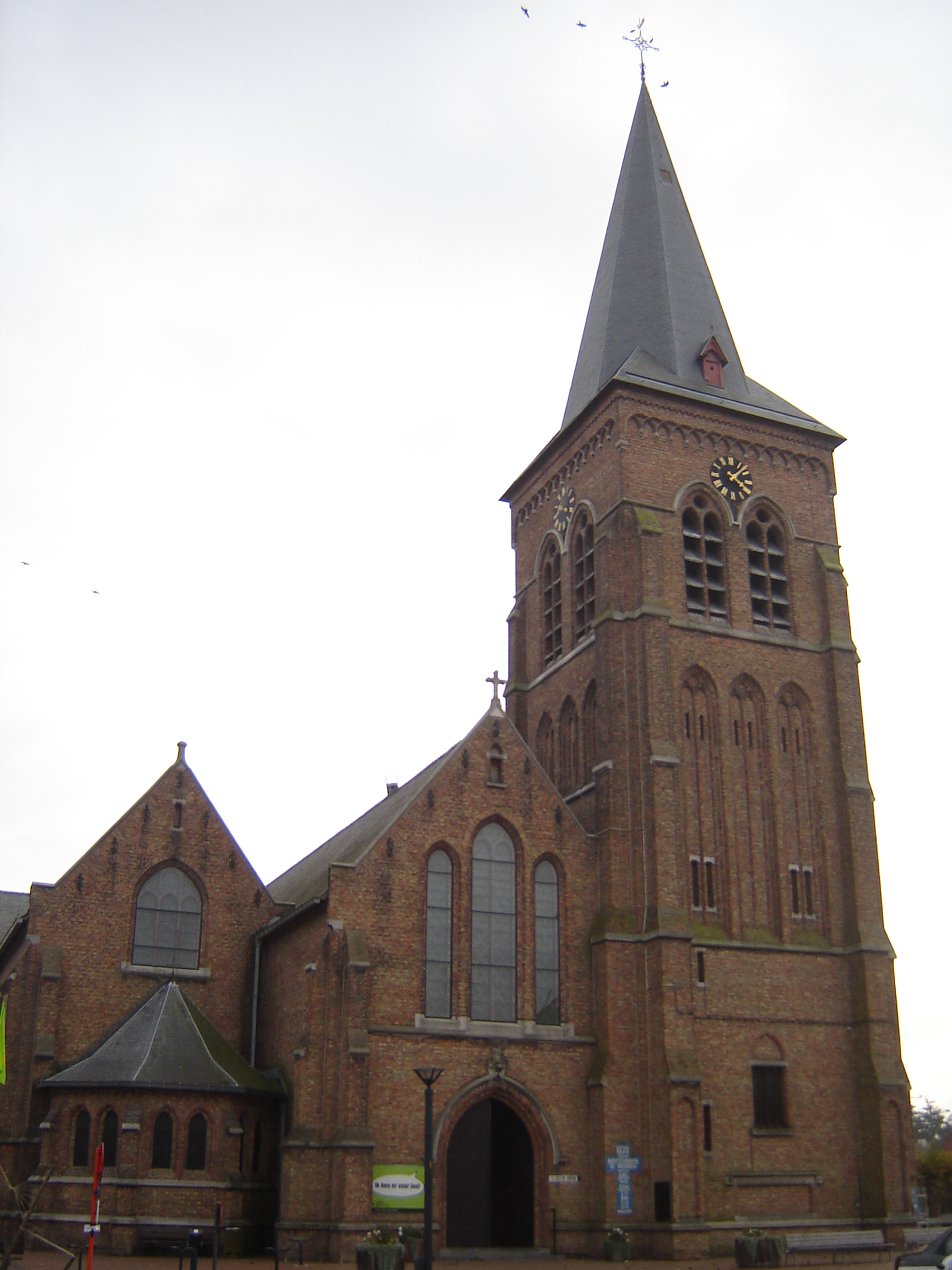
L'église Saint-Barthélémy (Sint-Bartholomeuskerk)

## Transports
- Gare de Kortemark